# Ежовник обыкновенный
Ежо́вник обыкнове́нный, или кури́ное про́со, или петушье просо, мышей (лат. Echinóchloa crus-gálli) — однолетнее растение; типовой вид рода Ежовник семейства Злаки (Poaceae).

## Ботаническое описание
Стебель высотой 15—100 см, от основания ветвистый, с прямостоячими или коленчато изогнутыми в нижних узлах утолщёнными стеблями.
Листья до 2,5 см ширины, голые, по краям острошероховатые.
Соцветие метёльчатое, густое, часто однобокое, длина до 20 см. Колоски одноцветковые, яйцевидные, сидящие по 2—4 на коротких ножках по одну сторону веточек. Колосковых чешуй большей частью три, из них две верхние, часто с длинной остью. Цветёт в июле — сентябре.

## Распространение и среда обитания
Произрастает почти повсеместно. В России встречается везде, кроме Арктики, как сорное на полях, в огородах, садах, у дорог и жилья, а также на влажных лугах по берегам водоёмов.

## Хозяйственное значение и применение
Удовлетворительно поедается овцами и козами, верблюды почти не едят. В молодом состоянии хорошо поедается на пастбище и в сене. Во время цветения грубеет. Для крупного рогатого скота считается нажировочным растением. В больших количествах вредно для лошадей. Семена хороший корм для домашней птицы. Зелёная масса даёт хороший силос.
Семена могут употребляться для выгонки спирта и в пищу.

## Разновидности и формы
- Echinochloa crus-galli var. angustifolia (Döll) Podp.
- Echinochloa crus-galli var. macera (Wiegand) Shinners
- Echinochloa crus-galli f. sabulicola (Nees) Farw.
- Echinochloa crus-galli var. sieberiana (Asch. & Schweinf.) A. Chev.
- Echinochloa crus-galli f. viridissima (Honda) Kitag.